# Pseudidothea
Pseudidothea (лат.) — род равноногих ракообразных, единственный в составе семейства Pseudidotheidae из подотряда створчатоногие (Valvifera). Известно 5 видов из антарктических вод Южного полушария.

## Описание
Мелкие шиповатые раки вытянутой формы. Тело сильно сводчатое. Голова и переонит 1 сросшиеся. Переонит 4 одинаковой длины с переонитом 3. Все плеониты слились в плеотельсон. Тело в разной степени бугорчатое или шиповатое, но никогда с задней дорсолатеральной парой сильных шипов на плеотельсоне; плеотельсон без дорсолатеральных гребней, оканчивающихся медиодорсальным задним шипом. Дорсальные коксальные пластинки 2—7 утрачены, основания переопод обнажены. Ротовые органы и переопод 1 видны сбоку. Глаза хорошо развиты.

## Классификация и распространение
5 видов. Представители рода обитают в водах южного полушария. Три описанных вида Pseudidothea происходят с субантарктических островов и Новой Зеландии, один вид распространен на юге Австралии.
- Pseudidothea armata Noli, Di Franco, Schiaparelli & Brandt, 2022 — Burdwood Bank area (Южные Оркнейские острова, Антарктика)[3]
- Pseudidothea hoplites Poore & Bardsley, 2004 — около южной Австралии и Тасмании[4]
- Pseudidothea miersi (Studer, 1884) — Восточная Патагония, Фолклендские острова
  - =Pseudidothea bonnieri Ohlin, 1901
- Pseudidothea richardsoni Hurley, 1957 — около Новой Зеландии
- Pseudidothea scutata (Stephensen, 1947) — Южные Шетландские острова, Антарктический полуостров

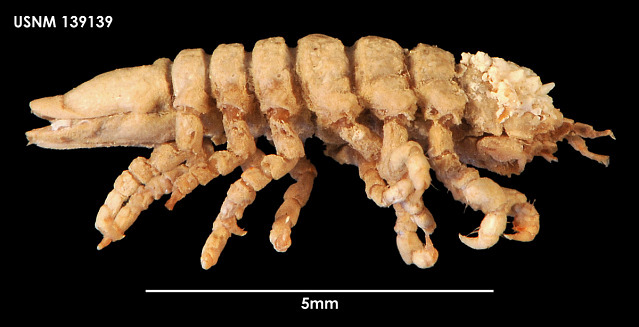
Pseudidothea miersi